# Crataegus holmesiana
Crataegus holmesiana es una especie de planta del género Crataegus, perteneciente a la familia Rosaceae.

## Taxonomía
Crataegus holmesiana fue descrita por William Willard Ashe en 1900.

## Distribución
Se encuentra en el territorio sureste de Canadá hasta el centro-norte y noreste de Estados Unidos.